# 加古川市立加古川中学校
加古川市立加古川中学校（かこがわしりつ かこがわちゅうがっこう）は、兵庫県加古川市備後にある公立中学校。
加古川市内としては生徒数が一番多く、最大の規模を誇る。

## 沿革
公式サイト「加古川中学校の沿革」による。
- 1947年（昭和22年）3月31日 - 学制改革に伴い、兵庫県加古郡加古川町立加古川中学校として開校（鳩里国民学校を廃校し、これを校舎に充当）
- 1947年（昭和22年）5月30日 - 開校記念式を挙行
- 1947年（昭和22年）9月17日 - 保護者会設立
- 1949年（昭和24年）5月9日 - 新校舎竣工（起工式 昭和23年10月8日）
- 1950年（昭和25年）1月14日 - 学校放送設備完成
- 1950年（昭和25年）3月12日 - 校歌発表会（作詞: 竹中郁、作曲: 大沢寿人）
- 1950年（昭和25年）6月15日 - 加古川市制施行に伴い校名を「加古川市立加古川中学校」と改称
- 1951年（昭和26年）2月10日・11日 - 文部省指定「学校図書館」研究大会
- 1953年（昭和28年）3月7日 - 市教委指定「道徳教育」研究発表会
- 1956年（昭和31年）8月28日 - 校舎増築竣工（着工 昭和31年4月3日）
- 1957年（昭和32年）10月15日 - 中学校創立10周年記念加古川大会参加(日毛グランド)
- 1959年（昭和34年）10月29日 - 文部省指定「産業教育」研究大会
- 1961年（昭和36年）10月30日 - 体育館竣工（着工 昭和36年3月7日）
- 1963年（昭和38年）2月2日 - 『少年の像』除幕式
- 1963年（昭和38年）3月2日 - 第3校舎焼失
- 1963年（昭和38年）11月15日 - 新校舎竣工
- 1964年（昭和39年）5月25日 - 特別校舎(調理室、理科室、音楽室)竣工
- 1964年（昭和39年）11月24日 - 『のぞみの庭』竣工
- 1966年（昭和41年）4月13日 - 『菩提樹』植樹
- 1971年（昭和46年）1月7日 - 東校舎落成（着工 昭和45年5月30日）
- 1972年（昭和47年）1月31日 - 南特別校舎落成
- 1972年（昭和47年）7月14日 - プール完成
- 1975年（昭和50年）4月1日 - 校区の一部を加古川市立氷丘中学校として分離
- 1975年（昭和50年）11月16日 - 同和教育実践発表会
- 1978年（昭和53年）3月31日 - 運動場整地工事完了
- 1982年（昭和57年）3月28日 - 武道場完成
- 1993年（平成5年）～1997年（平成9年） - 北校舎本館の大規模改造工事を実施
- 1996年（平成8年）11月 - 創立50周年記念事業を盛大に挙行
- 1997年（平成9年） - 体育館竣工式
- 2007年（平成19年） - 北校舎耐震工事を実施/北校舎西側に6教室増築
- 2007年（平成19年）～2008年（平成20年） - 校内ネットワーク完成
- 2015年（平成27年）6月19日 - 市教委指定「ことばの力」育成プログラム研究開発校研究発表会
- 2015年（平成27年）10月22日 - 兵庫県グリーンスクール表彰
- 2016年（平成28年）3月19日 - エネルギー教育賞最優秀賞受賞
- 2016年（平成28年）8月21日 - 全国中学校総合体育大会剣道大会　男子団体　準優勝
- 2016年（平成28年）11月19日 - 創立70周年記念式典
- 2021年（令和3年）8月3日 - 学校情報化優良校の認定を受ける
- 2022年（令和4年）4月 - NIE実践指定校
- 2024年（令和6年） - 学校情報化優良校に再度認定[2]

## 通学区域
以下の小学校の通学区域。加古川市加古川町のうち、おおむねJR神戸線と明姫幹線に挟まれた区域が該当する。
- 加古川市立加古川小学校
- 加古川市立鳩里小学校

## 著名な出身者
- 住田裕子 - 弁護士
- 上野樹里 - 女優
- 堀江久美子 - 柔道家
- TOZY - シンガーソングライター
- 西岡利晃 - プロボクサー
- 岡本楓賀 - さんいん中央テレビアナウンサー

## 通学区域が隣接している学校
- 加古川市立浜の宮中学校
- 加古川市立中部中学校
- 加古川市立氷丘中学校
- 加古川市立神吉中学校
- 高砂市立宝殿中学校
- 高砂市立荒井中学校
- 高砂市立高砂中学校